# Angers SCO HB
Angers SCO HB (Angers SCO Handball), tidigare Angers-Noyant Handball (1988–2018), är en handbollsklubb från Angers i Frankrike. Klubben grundades 1988. Matchkläderna är vita och svarta. Hemmaarena är Salle Jean-Bouin med plats för 3 000 åskådare.

## Spelare i urval
- Patrice Annonay (1998–2005)
- Bertrand Roiné (1998–2004)
- Cédric Sorhaindo (2001–2004)